# Leïla Bekhti
Yasmine Leïla Bekhti es una actriz francesa de origen argelino, más conocida por haber interpretado a Lila en la película Tout ce qui brille, a Zarka en la película Paris, je t'aime y a Yasmine en la película Sheitan.

## Biografía
Es la más joven de tres hijos.
Su abuelo luchó en las filas del Frente de Liberación Nacional (Argelia), "FLN" durante la guerra.
Estudió en el programa "Bérengère Basty" en el Art’aire studi.
En el 2010 se casó con el actor francés de origen argelino Tahar Rahim.

## Carrera
En el 2006 obtuvo su primer papel en el cine cuando interpretó a Yasmine, una joven beurette en la película Sheitan.
Ese mismo año se unió al elenco de la película Paris, je t'aime donde interpretó a la joven musulmana Zarka durante el segmento "Quais de Seine", también apareció en la película Harkis, la cual narra la historia de una familia argelina que es perseguida por la policía francesa militar.
Dio vida a Mounia, la hermana de Ismaël (Roschdy Zem) en la película Mauvaise foi.
En el 2008 apareció en "Twenty Show"  una web-serie de François Vautier donde dio vida a Yasmine Mered.
En 2010 lanzó el sencillo "Chanson sur une drôle de vie" junto a Géraldine Nakache el cual ocupó la posición 6 en Francia. La música fue parte del soundtrack de la película Tout ce qui brille.
En el 2011 firmó como la nueva cara de la empresa de cosméticos "L'Oréal".
En 2013 prestó su voz para el doblaje francés del personaje de Ishani de la película animada Planes. 
En el 2014 se unió al elenco principal de la serie Midnight Sun donde interpreta a la investigadora de homicidios francesa Kahina Zadi, hasta ahora.
En 2015 prestó su voz para el doblaje del personaje de Tif de la película animada de comedia En route !.
En el 2017 aparecerá en la película de acción y thriller High Wire Act donde dará vida a Nicole; en la película compartirá créditos con los actores Rosamund Pike y Jon Hamm.

## Filmografía

### Series de televisión
| Año              | Título              | Personaje                | Notas                                  |
| ---------------- | ------------------- | ------------------------ | -------------------------------------- |
| 2020             | The Eddy            | Amira                    | 8 episodios                            |
| 2015 - presente  | Midnight Sun        | Det. Kahina Zadi         | 8 episodios                            |
| 2013             | Le débarquement     | -                        | episodio # 1.2                         |
| 2012             | Bref                | -                        | episodio "Y'a des gens qui m'énervent" |
| 2010             | Le cose che restano | Alina                    | 3 episodios - miniserie                |
| 2010             | Histoires de vies   | Safia                    | episodio "Conte de la frustration"     |
| 2006, 2008, 2009 | Les tricheurs       | Vally Toussaint-Devailly | 3 episodios                            |
| 2006             | Madame le proviseur | Djamila Kadi             | episodio "Chacun sa chance"            |

### Películas
| Año  | Título                     | Personaje | Notas |
| ---- | -------------------------- | --------- | --- |
| 2019 | J'irai où tu iras          | Mina      | junto a Géraldine Nakache, Patrick Timsit, Pascale Arbillot, Célia Pilastre, Romain Francisco y Johanne Toledano |
| 2017 | High Wire Act              | Nicole    | junto a Rosamund Pike, Jon Hamm, Shea Whigham, Mark Pellegrino, Dean Norris y Alon Abutbul                       |
| 2011 | La Source des femmes       | Leila     | junto a Hafsia Herzi, Zinedine Soualem, Sabrina Ouazani, Malek Akhmiss, Saad Tsouli, Saleh Bakri y Hiam Abbass   |
| 2010 | Tout ce qui brille         | Lila      | junto a Géraldine Nakache, Virginie Ledoyen, Linh Dan Pham, Simon Buret, Audrey Lamy, Daniel Cohen y Manu Payet  |
| 2007 | Ali Baba et les 40 voleurs | Morgiane  | junto a Gérard Jugnot, Ken Duken, Saïda Jawad, Michèle Bernier y Marc Ruchmann                                   |
| 2006 | Mauvaise foi               | Mounia    | junto a Cécile De France, Roschdy Zem, Pascal Elbé, Jean-Pierre Cassel, Martine Chevallier y Bérangère Bonvoisin |
| 2006 | Harkis                     | Leïla     | junto a Smaïn, Frédéric Pierrot, Baya Belal, Samy Seghir e Imane Benrahou-Chenu                                  |
| 2006 | Paris, je t'aime           | Zarka     | junto a Cyril Descours, Gaspard Ulliel, Catalina Sandino Moreno y Miranda Richardson                             |
| 2006 | Sheitan                    | Yasmine   | junto a Vincent Cassel, Olivier Barthelemy, Roxane Mesquida, Nico Le Phat Tan, Ladj Ly y Julie-Marie Parmentier  |

### Teatro
| Año         | Obra                           | Personaje | Director        | Teatro          | Notas |
| ----------- | ------------------------------ | --------- | --------------- | --------------- | ----- |
| 2012 - 2013 | À la française                 | -         | -               | Théâtre Marigny | -     |
| 2010        | Toi, moi, les autres (musical) | -         | Audrey Estrougo | -               | -     |

## Premios y nominaciones

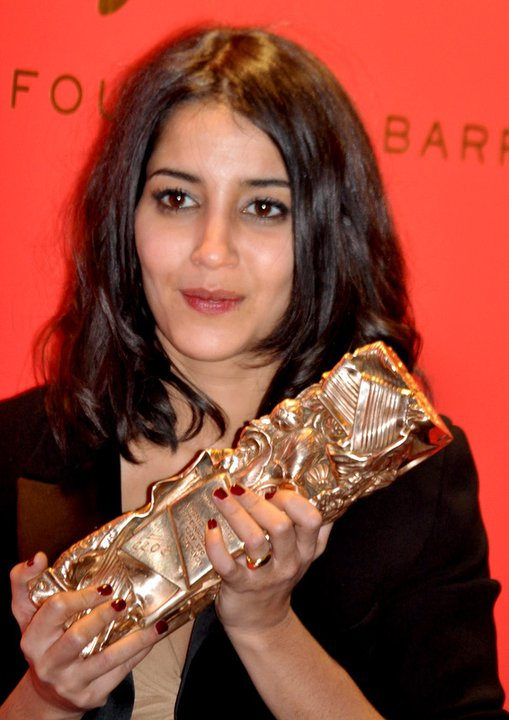
Leïla en el 2011.

| Año  | Categoría                    | Premio                    | Películas                | Resultado |
| ---- | ---------------------------- | ------------------------- | ------------------------ | --------- |
| 2012 | Best Actress                 | César Award               | La source des femmes     | Nominada  |
| 2012 | Best Actress                 | Globe de Cristal Award    | La source des femmes     | Nominada  |
| 2012 | -                            | Prix Romy Schneider Award | -                        | Nominada  |
| 2011 | -                            | Prix Romy Schneider Award | -                        | Nominada  |
| 2011 | Best Actress                 | Globe de Cristal Award    | Tout ce qui brille       | Nominada  |
| 2011 | Best Female Newcomer         | Étoile d'Or Award         | Tout ce qui brille       | Ganadora  |
| 2011 | Most Promising Actress       | César Award               | Tout ce qui brille       | Ganadora  |
| 2010 | -                            | Swan d'or Award           | Tout ce qui brille       | Ganadora  |
| 2009 | Most Promising Young Actress | Lumiere Award             | Des poupées et des anges | Nominada  |
| 2008 | Best Actress                 | Silhouette Festival Award | Choisir d'aimer          | Ganadora  |